# Jarandilla de la Vera
Jarandilla de la Vera település Spanyolországban, Cáceres tartományban. Jarandilla de la Vera Aldeanueva de la Vera, Guijo de Santa Bárbara, Losar de la Vera, Robledillo de la Vera, Talayuela és Cuacos de Yuste községekkel határos. Lakosainak száma 2845 fő (2024).

## Népesség
A település népessége az elmúlt években az alábbi módon változott:
| Lakosok száma | 3082 | 3136 | 3043 | 3129 | 3098 | 2994 | 2944 | 2828 | 2843 | 2845 |
|               | 2001 | 2004 | 2006 | 2009 | 2011 | 2014 | 2016 | 2019 | 2021 | 2024 |